# Ouidad Bakkali
Ouidad Bakkali (Agadir, 15 marzo 1986) è una politica marocchina naturalizzata italiana, dal 13 ottobre 2022 deputata alla Camera per il Partito Democratico.

## Biografia
Nata ad Agadir, in Marocco, in una famiglia di origini berbere, Bakkali si è trasferita in Italia all'età di due anni, insieme alla madre e alla sorella maggiore, grazie al ricongiungimento familiare col padre; ha una sorella minore nata in Italia. Fin dall'infanzia ha vissuto a Casal Borsetti, frazione del comune di Ravenna, e ha acquisito la cittadinanza italiana all'età di 23 anni.
Si è diplomata al liceo linguistico di Ravenna e ha conseguito la laurea in Scienze internazionali e diplomatiche presso il Campus di Forlì dell'Università di Bologna; quindi, nel novembre del 2013, ha partecipato ad un master intensivo in europrogettazione. Nel maggio del 2014, tramite il Consolato Americano di Firenze, è stata selezionata per prendere parte all'International Visitors Leadership Program, un programma intensivo di scambio professionale e culturale organizzato dal Dipartimento di Stato degli Stati Uniti.
Il 13 novembre 2015, è rimasta coinvolta negli attentati terroristici avvenuti a Parigi, rimanendo però illesa.

### Attività politica

#### Gli inizi
Inizia la propria attività politica entrando a far parte della Sinistra Giovanile, l'organizzazione giovanile dei Democratici di Sinistra (DS), occupandosi di temi civili e sociali. Dal 2004 al 2006 ha partecipato alle attività del Parlamento Europeo dei Giovani, mentre nel 2007 ha preso parte alla prima edizione dell'EuroMed Youth Parliament a Berlino, in qualità di delegata nella Commissione Sviluppo e Cooperazione.
Nel 2005 viene nominata Responsabile giovanile della campagna elettorale del consigliere regionale dell'Emilia-Romagna Fabrizio Matteucci in vista delle elezioni amministrative dell'anno seguente a Ravenna.
Nel 2007 aderisce allo scioglimento dei DS, sancito dal congresso di quell'anno, e la sua confluenza nel Partito Democratico (PD).

#### Nel comune di Ravenna
A giugno 2011, con la rielezione di Matteucci a sindaco di Ravenna, Bakkali viene nominata assessore con deleghe alla pubblica istruzione, cultura, formazione professionale e istruzione superiore nella sua giunta comunale. Durante il suo mandato si è occupata della riorganizzazione scolastica e dell'introduzione del sistema dei voucher per i nidi appena entrato in fase di attuazione.
Alle elezioni regionali in Emilia-Romagna del 2014 viene candidata con il PD, nella mozione del consigliere uscente e segretario regionale del PD in Emilia-Romagna Stefano Bonaccini, raccogliendo 4.932 preferenze nella circoscrizione di Ravenna ma risultando non eletta.
A giugno 2016, in seguito all'elezione di Michele De Pascale a sindaco di Ravenna, di cui è stata tra i più stretti collaboratori di De Pascale durante la campagna elettorale, viene confermata assessore comunale con le stesse deleghe, eccetto quella alla Cultura, ricevendo anche quelle all'infanzia, all'Università, alle politiche europee, alla cooperazione internazionale e alle politiche e cultura di genere.
A luglio 2019 viene nominata vice-segretaria regionale del PD in Emilia-Romagna.
Alle elezioni amministrative del 2021 si candida al consiglio comunale di Ravenna, nelle file del PD a sostegno del sindaco uscente di centro-sinistra De Pascale, venendo eletta consigliera comunale, risultando con 986 preferenze la candidata più votata della tornata elettorale, e divenendo il 26 ottobre presidente del consiglio comunale.

#### Elezione a deputata
Alle elezioni politiche anticipate del 2022 viene candidata alla Camera dei deputati per la lista elettorale Partito Democratico - Italia Democratica e Progressista sia nel collegio uninominale Emilia-Romagna - 08 (Ravenna), sostenuto dalla coalizione di centro-sinistra, che nel collegio plurinominale Emilia-Romagna - 03 in seconda posizione, dove nell'uninominale raccoglie il 37,3% dei voti e viene superata per una manciata di voti (52) dalla candidata del centro-destra Alice Buonguerrieri (37,32%), mentre nel plurinominale risulta eletta deputata. Nella XIX legislatura è componente della 9ª Commissione Trasporti, poste e telecomunicazioni e segretaria della Commissione parlamentare di vigilanza RAI.
A settembre 2024 è stata la prima firmataria di una proposta di legge volta a modificare la legge nº 91 del 1992, riducendo da 10 a 5 il numero di anni di residenza continuativa richiesti per richiedere la cittadinanza italiana, e introducendo sia lo ius soli, nel caso in cui almeno uno dei due genitori del richiedente fosse residente legalmente in Italia da almeno un anno, sia lo ius scholae, per i bambini stabilitisi in Italia entro i dodici anni di età e che avessero frequentato qualsiasi ciclo scolastico, compresa la scuola dell'infanzia, per almeno cinque anni. La proposta prevedeva anche la devoluzione dei contributi per la richiesta della cittadinanza al Ministero dell'Istruzione, al fine di finanziare progetti di educazione civica.

## Vita privata
Sposata da dicembre 2018, a differenza della sua famiglia, che è di fede musulmana, Bakkali dichiara di non essere religiosa. Parla correttamente anche l'inglese, lo spagnolo, il francese, l'arabo maghrebino e il berbero tashelhit.